# Église de la Résurrection-du-Christ (Jyväskylä)
Pour les articles homonymes, voir Église de la Résurrection du Christ.
L'église de la Résurrection-du-Christ (en finnois : Kristuksen ylösnousemuksen kirkko) ou église orthodoxe de Jyväskylä (finnois : Jyväskylän ortodoksinen kirkko) est une église  située  à  Jyväskylä en Finlande.

## Architecture
L'église, conçue par Toivo Paatela, est construite  en 1954. 